# «Граматка» Пантелеймона Куліша
«Граматка» Пантелеймона Куліша — перший україномовний буквар, із якого українці в підросійській Україні мали можливість навчатися рідною мовою.
Книга була видана в 1857 році в Санкт-Петербурзі. Буквар П. Куліша відкрив серію україномовних підручників для початкової освіти, що з'явилися в Східній Україні протягом 1857—1862 років.
Обсяг «Граматки» — 149 сторінок. Формат — 12х18 см. Ціна становила 50 копійок.
Буквар завоював популярність серед українства і до кінця 1860 року весь тираж (5 тисяч примірників) розійшовся. Куліш створив новий текст «Граматки» до початку 1860 року, проте через цензурні обмеження він вийшов у скороченому виді (69 сторінок) у 1861 році.

## Опис
Книга призначалася для недільних (недержавних) шкіл, у яких навчання вели українські студенти, вчителі гімназій, які викладали рідною мовою три основні предмети: Закон Божий, граматику і малюнок. Проте автор «Граматки» зазначав, що вона призначалася не тільки для дітей, а й для всіх тих, хто не мав початкової шкільної освіти, містить різні методичні поради. Книга була написана просто і докладно, з використанням народно-розмовної лексики.
«Граматка», як і «Записки о Южной Руси» була написана новим фонетичним правописом (названий згодом кулішівкою), який впроваджував Куліш. Деякі релігійні тексти (молитви, витяги з Святого Письма, науки Християнської віри) написані церковнослов'янською мовою.

## Зміст
Буквар відкривався передмовою, у якій Пантелеймон Куліш підкреслював важливість вивчення рідної мови.
Наступна частина була традиційною для букварів ХІХ ст., спочатку подавався алфавіт «гражданка» в різній формі (велика, мала, прописна, рукописна азбука). На наступних сторінках П. Куліш для вчителів дав опис своєї правописної системи, для читання були поділені на склади уривки із шести «Давидових псалмів» Т. Шевченка та уривки з народної думи про гетьмана Наливайка.
У наступному розділі «Читаннє по верхамъ» були надруковані ті ж тексти, але не розбиті на склади. Вони коментувалися автором. Додані ще три псалми Шевченка.
У розділі «Поглядъ на Божу правду, которою держитця світъ» коротко викладена історія від часів Ноя до народження Христа, короткий переказ Біблії, у катехизичній формі (запитання та відповіді) розкрито основні християнські
догми й поняття. Розділ завершують 33 народні прислів'я.
Розділ «Ариөметика» по формі є початковим підручником з арифметики.
Далі надруковані церковнослов'янські афоризми з Біблії (церковнослов'янською мовою та традиційною кирилицею) з україномовними коментарями П. Куліша на «гражданкою», 3 молитви написані церковнослов'янською мовою і традиційною кирилицею.
Підручник завершується післямовою «Слово до письменнихъ» у якій Пантелеймон Куліш дав загальну характеристику українського народу, закликав земляків шанувати і не забувати рідну мову.
Підручник добре проілюстрований. Є три картини на релігійну тематику: зображення розіп'ятого на хресті Ісуса, Ісус
Христос на Таємній вечері, Діва Марія з маленьким Ісусом). У кожному розділі виділені заголовні букви, у кінці невеликий малюнок.

## Значення «Граматки»
Правопис «кулешівка», якою була написана книга, став важливим етапом у формуванні сучасної української орфографії.
Буквар високо оцінили сучасники. Зокрема Тарас Шевченко 10 грудня 1857 року записав у своєму щоденнику: «Як чудово, розумно і шляхетно укладений цей зовсім новий буквар. Дай Боже, аби він прищепився в нашому бідному народі. Це перший вільний промінь світла, що може проникнути у задавлену попами невольницьку голову».
Буквар показав, що серед широкі верстви українського населення прагнуть до знань і така література вкрай необхідна. Почин П. Куліша згодом підтримали інші автори букварів й арифметик: М. Гатцук, К. Шейковський, Т. Шевченко, О. Кониський, О. Стронін, І. Деркач, О. Потебня, Л. Ященко та ін.